# Signal Festival

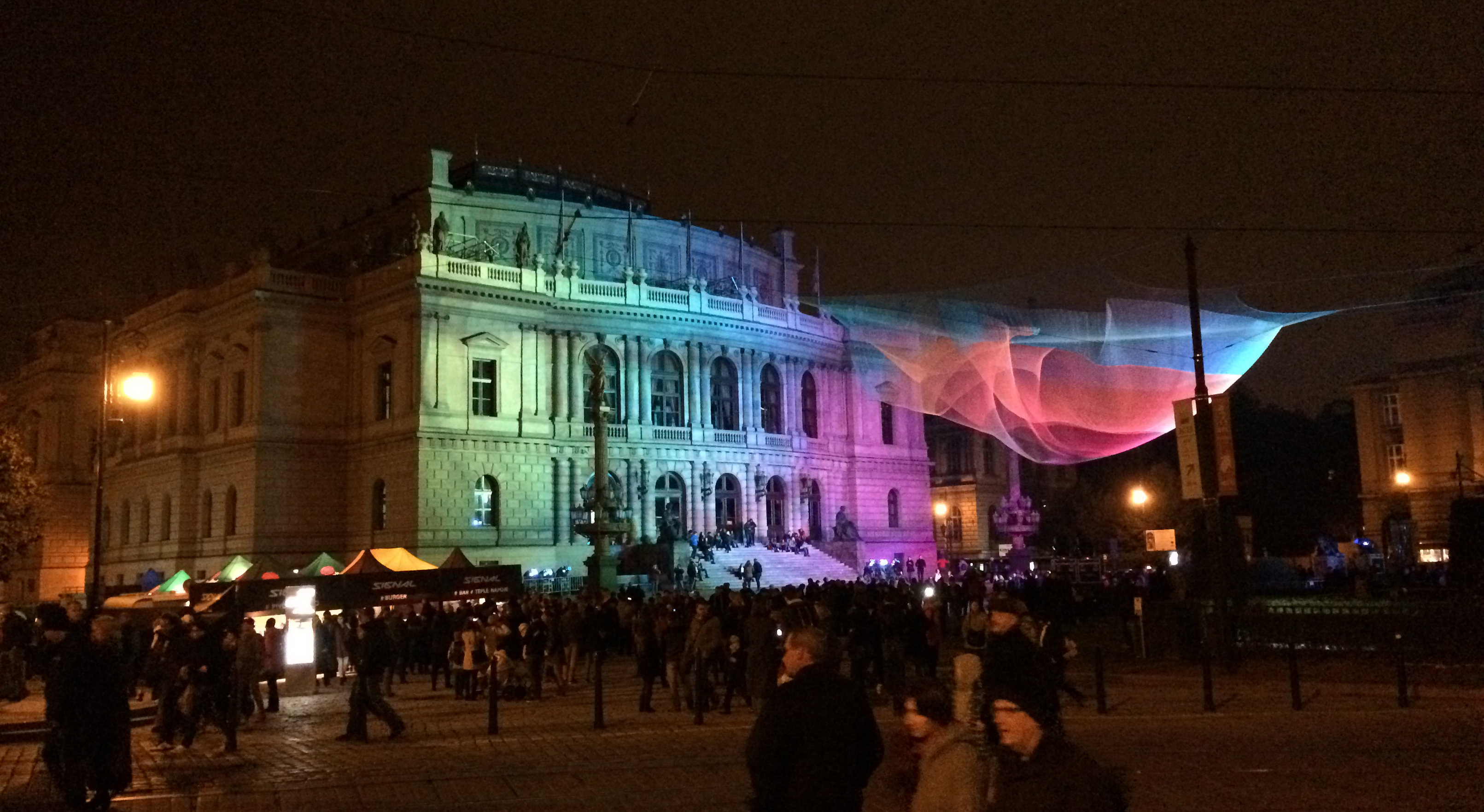

Das SIGNAL Festival ist ein viertägiges Festival für Lichtkunst und digitale Technologien, das seit Oktober 2013 jährlich an verschiedenen Orten in der tschechischen Hauptstadt Prag stattfindet. Es umfasst Felder wie Lichtdesign, Konzeptkunst, digitale Kunst und künstliche Intelligenz und verknüpft moderne Technologien vor dem historischen Hintergrund der Stadt mit zeitgenössischen gesellschaftlichen Fragen.

## Geschichte
Anlässlich des 600-jährigen Bestehens der Prager Rathausuhr im Jahr 2010 gestaltete die Produktionsfirma Fresh Films von Martin Pošta gemeinsam mit der Künstlergruppe The Macula ein Videomapping. Videos der Projektion auf den Internetplattformen Vimeo und YouTube wurden zusammen über drei Millionen Mal aufgerufen. Die positive Resonanz bewog  Pošta dazu, dieser in Tschechien unterrepräsentierten Kunstform ein eigenes, mehrtägiges Festival im Prager Stadtzentrum zu widmen.
Das erste SIGNAL Festival fand nach dreijähriger Vorbereitungszeit von 17. bis 20. Oktober 2013 statt. Etwa zwei Dutzend Künstler, darunter Vratislav Karel Novák und František Skála, stellten insgesamt 35 Lichtinstallationen im öffentlichen Raum zur Schau und lockten damit rund 250.000 Besucher an. Auch bei den folgenden Ausgaben arbeitete Veranstalter und Festivalleiter Martin Pošta eng mit der Stadt und den Bezirken Prag 1 und 2 zusammen. Zeitungen wie der Guardian oder die Straits Times listeten das SIGNAL Festival als eines der besten Lichtkunst-Festivals der Welt. Für besondere mediale Aufmerksamkeit sorgten 2015 die Installation 1.26 von Janet Echelman, die sich mit der Verringerung der Tageslänge als Folge des Erdbebens in Chile 2010 befasst, sowie Faces des Künstlerkollektivs 3dsense, bei dem Zuschauer ihr Gesicht auf eine Fläche projizieren und die digital unterstützte Projektion durch Bewegungen beeinflussen konnten. 2020 musste das Programm aufgrund der COVID-19-Pandemie auf einige wenige Installationen reduziert werden. Während der ersten zehn Jahre seines Bestehens besuchten rund vier Millionen Menschen das Festival, 2022 wurde laut Schätzung der Organisatoren erstmals die Besuchermarke von 500.000 geknackt. Damit ist es die meistbesuchte Kulturveranstaltung des Landes.
Der Energiebedarf des Festivals beträgt laut Angaben des Veranstalters etwa 10.000 Kilowattstunden, was dem wöchentlichen Verbrauch von 26 Wasserkochern entspricht.

## Künstler und Ausstellungsorte
Die ausstellenden Künstler stammen zum überwiegenden Teil aus Tschechien. Bisher waren beim SIGNAL Festival Werke von über 180 Künstlern und Gruppen zu sehen, darunter auch solche aus Deutschland, Frankreich, Italien, Norwegen, Polen, Portugal, Russland, Schweiz, Slowakei, Spanien, Türkei, Ukraine, Ungarn, Vereinigtem Königreich, Australien, China, Japan, Kanada, Mexiko, Südkorea und USA.
Aus dem D-A-CH-Raum waren bereits Giegling, Raster-Noton, RaumZeitPiraten, Ruestungsschmiede.de, Weltraumgrafik und Zimoun vertreten.
Die in Kooperation mit den Künstlern ausgewählten Ausstellungsorte befinden sich größtenteils im öffentlichen Raum. Besonders häufig dienen sakrale Gebäude wie das Clementinum, das Emmauskloster, die Salvatorkirche, St. Cyrill und Method in Karlín, das Kloster St. Katharina, St. Ludmilla und St. Martin in der Mauer als Projektionsfläche. Auch die Fassaden des Palais Goltz-Kinsky und des Sommerpalais Michna wurden bereits erleuchtet. Neben zentralen Plätzen wie dem Altstädter Ring, Náměstí Václava Havla am Nationaltheater, Mariánské náměstí, Náměstí Jana Palacha, Náměstí Republiky und Výstaviště Praha sind auch Parkanlagen wie Riegrovy sady und Stromovka hin und wieder Festival-Schauplätze. Auch beliebte Sehenswürdigkeiten wie die Türme der Karlsbrücke, das Metronom, der Aussichtsturm Petřín, das Tanzende Haus sowie die Oberfläche der Moldau wurden bereits in das künstlerische Programm integriert. 2022 wurden erstmals Teile der Werke in der Kunsthalle Praha sowie im Hof der technischen Universität am Karlsplatz ausgestellt.

## Besetzung
| Jahr | Künstler |
| ---- | --- |
| 2013 | 1024 architecture, 3dsense, Vladimir 518 & David Vrbík, Jaroslav Bejvl ml., Pavla Beranová & Julie Boniche, Andrej Boleslavský, Caitlind Brown & Wayne Garrett, Milan Cais, Michal Cimala, Krištof Kintera, Vojmír Křupka, Laser Kiev Studio, The Macula, Filip Müller, Jakub Nepraš, Vratislav Karel Novák, Pebe/lab, Rony Plesl, Josef Šafařík, Frances Sander & Dima Berzon, Sila světa, Adam Široký & Tomáš Nadymáček, František Skála, Jan Šrámek & Martin Búřil, Romain Tardy, Telenoika |
| 2014 | Jaroslav Bejvl ml., Boadesign, Andrej Boleslavský, David Černý, Chevalvert, DRAWetc., The Electric Canvas, Jari Haanperä, Maxime Houot, Kimchi & Chips, Jen Lewin, Richard Loskot and UAII studio, MaxIn10sity, Nerdworking, Petr Nikl & David Vrbík, Nohista, Onionlab, Gabriela Prochazka, R/FRM & Jan Nálepa, Ring Ging Bling, Ivo Schoofs, SIGNAL Lab |
| 2015 | 3dsense, Atsara, BelCandor, Bordos.ArtWorks, Janet Echelman, Kari Kola, Petr Krejčík, Joanie Lemercier, Katarzyna Malejka & Joachim Slugocki, João Martinho Moura, Matthijs Munnik, Jan Nálepa, Nohista, Nonotak, Ocubo, OUCHHH, Davide Quayola, Olivier Ratsi, Nina Šulin & Natalija R. Črnčec, Čestmír Suška & Petr Pufler, VACEK&SMID |
| 2016 | Can Büyükberber & Yağmur Uyanık, Yasuhiro Chida, Jan Hladil, Hyperbinary, Zachary Lieberman, Teemu Määttänen, Maotik, Jakub Nepraš, Amanda Parer, Michal Pustějovský, Radugadesign, Javier Riera, Daniel Rossa, Juha Rouhikoski, Jan Šíma, Dávid Sivý, Tigrelab, TUNDRA, David Vrbík |
| 2017 | Blok_4, Róbert Farkaš, Anna Feyrerová & Bára Anna Stejskalová & Richard Dobřichovský & Tomáš Bukáček, Intermédia I AVU/Studio of Milena Dopitová, Ryoichi Kurokawa, Lunchmeat, Robyn Moody, Pavel Mrkus, Yann Nguema, Tets Ohnari, Fred Penelle and Yannick Jacquet-Antivj, Playmodes, Raster-Noton, RaumZeitPiraten, Filip Roca, SPAM, Squidsoup, Boris Vitázek/Zuzana Sabová, Kit Webster |
| 2018 | _STROY, 3dsense, Chevalvert, Simona Chládková & Matyáš Skalický, Tomáš Dymeš, Hotaru Visual Guerrilla, Hyperbinary, Ivan Kafka, Richard Loskot and UAII studio, Guillaume Marmin, Marpi Studio, OBRAZ – Obránci zvířat, Post Bellum, Ruestungsschmie.de, CAMP SIGNAL, Struny Signalu, Michal Škapa, Barbora Šlapetová & Lukáš Rittstein, SOFTlab, Romain Tardy, Tomáš Ullrich & Ivo Louda, Verge (Jana Mercogliano), XYZ, Zimoun                                                               |
| 2019 | Memo Akten, Tereza Bartůňková & Štěpán Hejzlar & Oliver Torr & Ondřej Merta, Big Light, Andrej Boleslavský, Adam Cigler & Petr Vacek, Dreamlaser, fuse*, Giegling, Parker Heyl, Klára Horáčková, ILLO, Eva Jiřičná (AI-DESIGN), Pavel Korbička, Nohlab, Oficina, Jakub Pešek, SIGNAL Production & Post Bellum, SKILZ studio |
| 2020 | Accurat, Markéta Jáchimová, Joanie Lemercier, Michal Škapa, Michal Škapa & Michal Cimala |
| 2021 | »-S-V-Ě-T-L-O-«, 3dsense, Accurat, Kateřina Blahutová, Jiří Černický, Milena Dopitová, Lukáš Dřevjaný, Lucie Kramperová, Joanie Lemercier, Martin Marek, Šimon Mašek & Josef Schmidt, Klára Míčková, Onionlab, Planetum x SIGNAL Production: Daniel Červenka, Marek Šilpoch, Pavel Karafiát, Martin Fuchs, Trauma & Errol Vitro, Quiet Ensemble, Vrtiška & Žák, Weltraumgrafik |
| 2022 | Refik Anadol, AV Extended (Jérémie Bellot, Josselin Fouché, Ena Eno), Pavla Beranová & Tereza Bartůňková, Caitlind Brown & Wayne Garrett, Collectif Scale, Julie Dítětová, Ondřej Drahokoupil & Vítězslav Plavec a Filip Zeman, FEL ČVUT, Shohei Fujimoto, Jan Hladil, Laterna magika, Michal Škapa & Michal Cimala, TABULA RASA and Jonáš Garaj, Maxim Velčovský, László Zsolt Bordos, Ondřej Zunka & Zünc Studio                                                                             |
| 2023 | 3dsense, Artists TBA, Federico Díaz, Lukáš Dřevjaný & David Minařík & Michal Mitro & Luboš Zbranek, Entangled Others, Flightgraf, Iregular, Jan Kaláb, Ksawery Komputery, Laterna magika, Rafael Lozano-Hemmer, Lunchmeat Studio, Václav Mlynář & MONUMENT Office, András László Nagy, OxCollection, Playmodes, Michal Rataj & Jan Trojan & Dragan Stojčevski, Kateřina Šedá, Dagmar Šubrtová, Zdeněk Sýkora & David Vrbík, Karim Tarakji, V E K T R O S K O P △                               |
| 2024 | Jana Bernartová, Michael Bielický & Kamila B. Richter, Kryštof Brůha, Desilence, Díky, že můžem, Bill Fontana, Jan Hladil & NobodyListen, Filip Hodas, Laterna magika, Jiří Příhoda, Quayola, Seohyo, SpY, United Visual Artists, Petr Vacek & Adam Cigler, Cao Yuxi |

## Impressionen

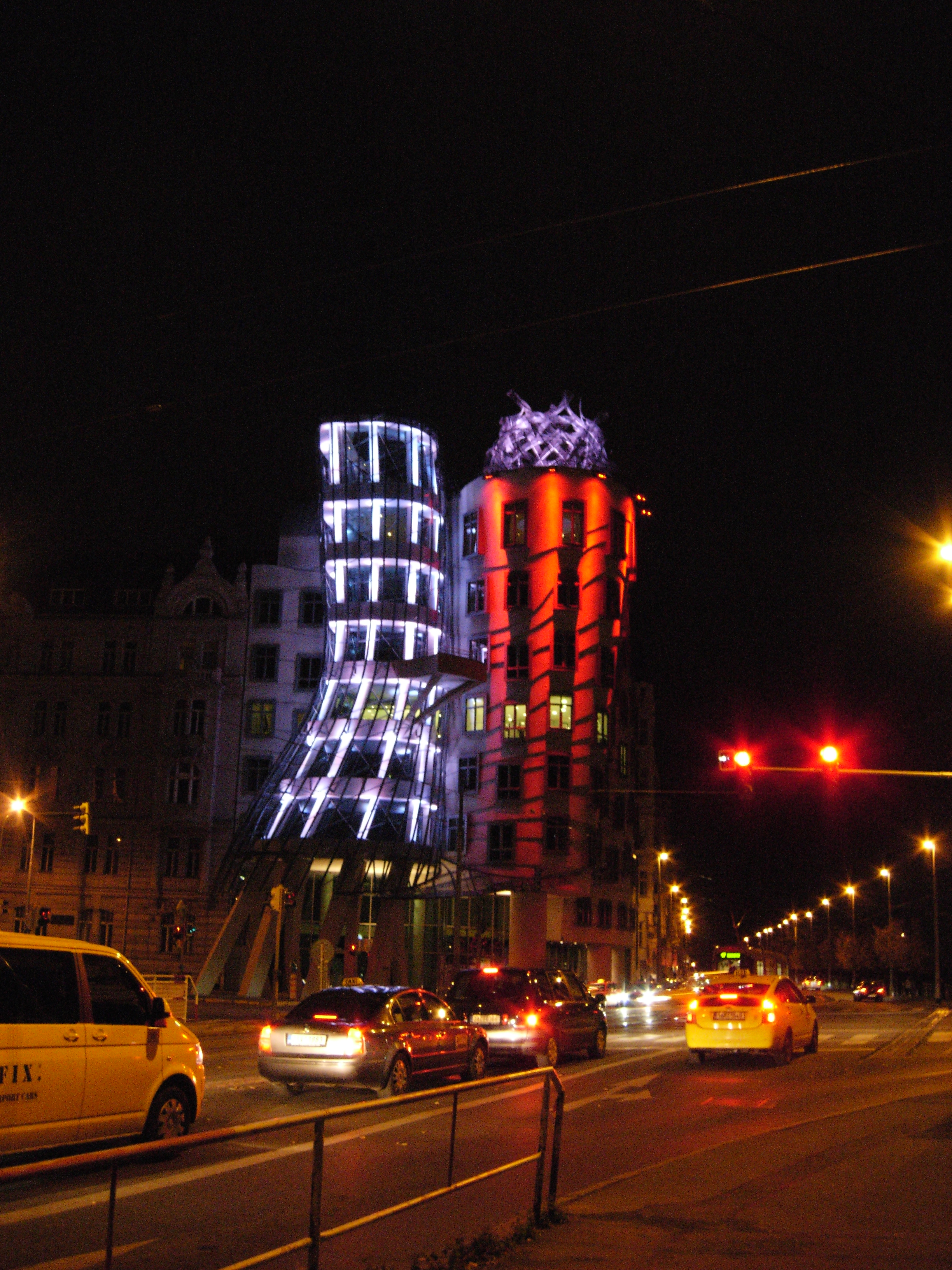
Filip Müller: Light is a motion, light is motionlessness am Tanzenden Haus
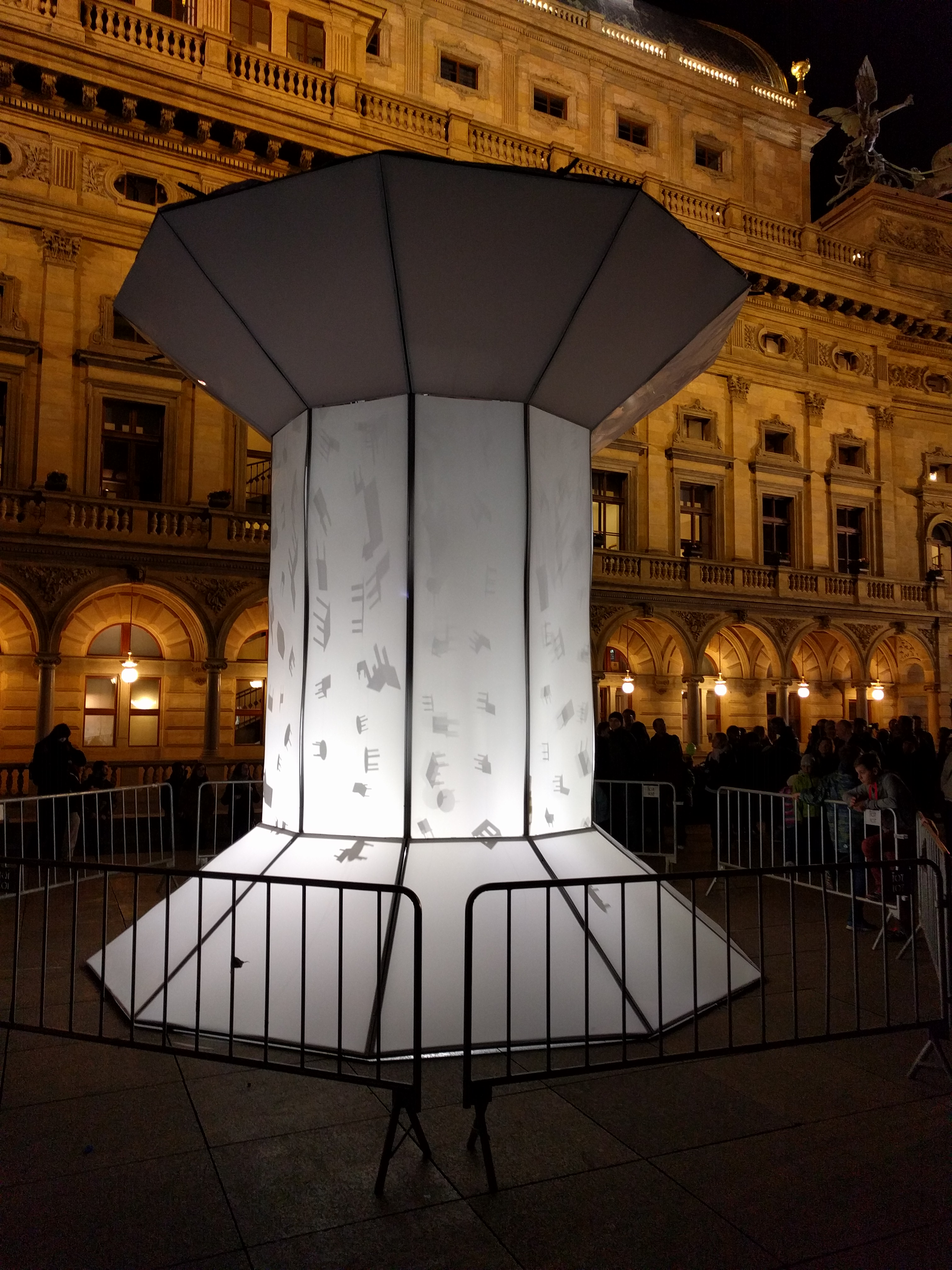
Michal Pustějovský: LOOP vor dem Rudolfinum
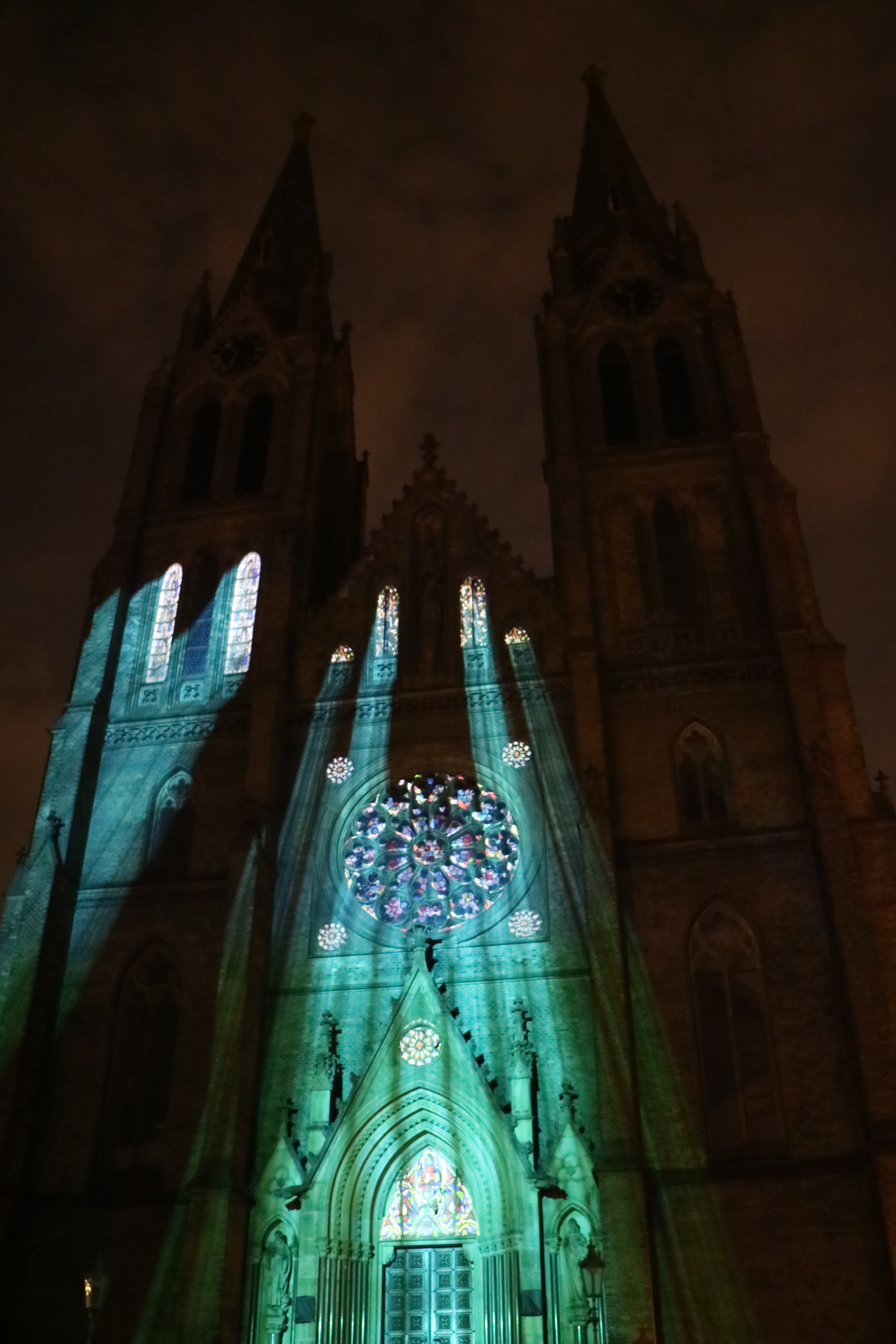
AV Extended (Jérémie Bellot, Josselin Fouché, Ena Eno): Iris, St. Ludmilla
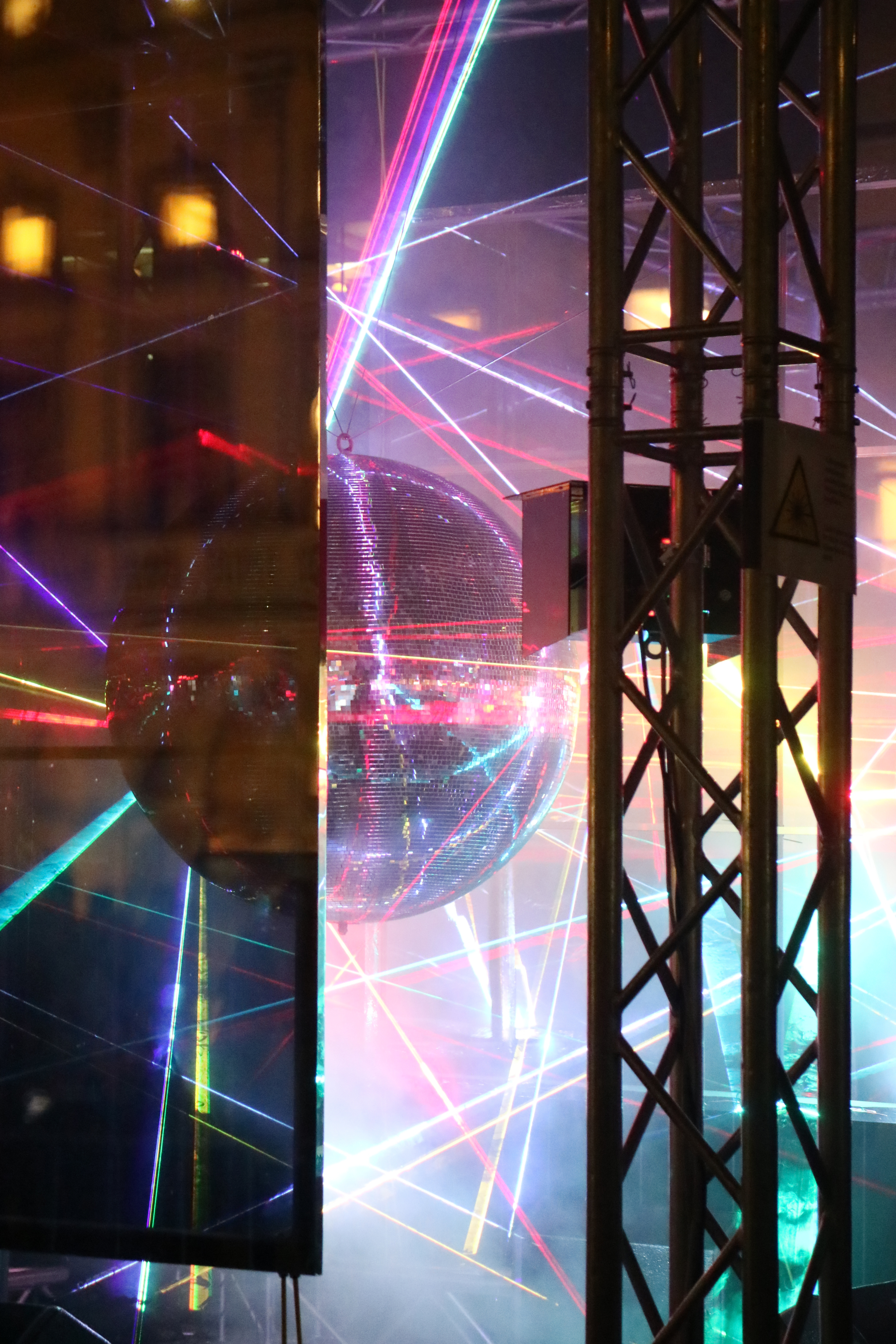
Jan Hladil: QUADD am Náměstí Václava Havla
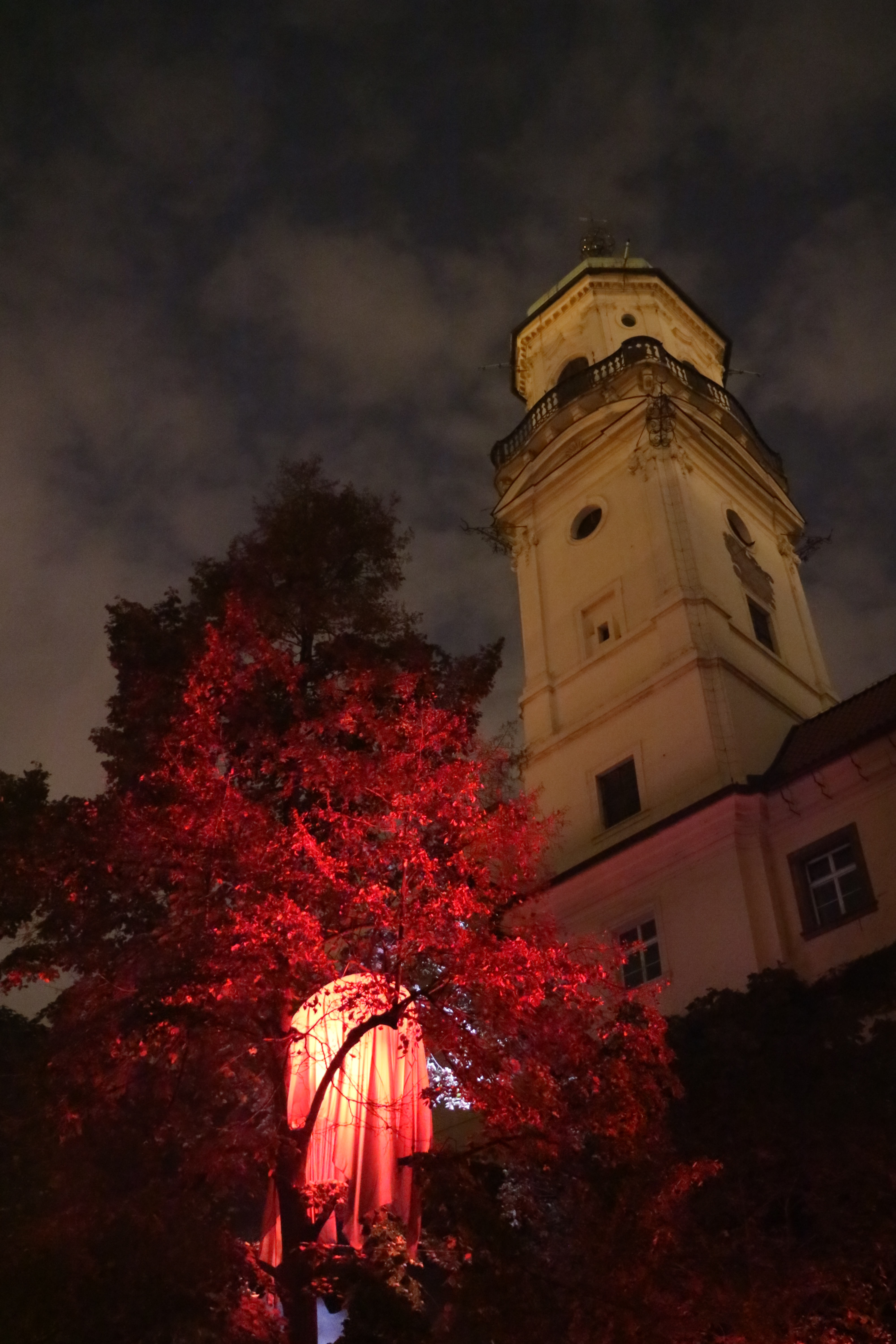
Pavla Beranová & Tereza Bartůňková: Landscape of Levitation im Clementinum
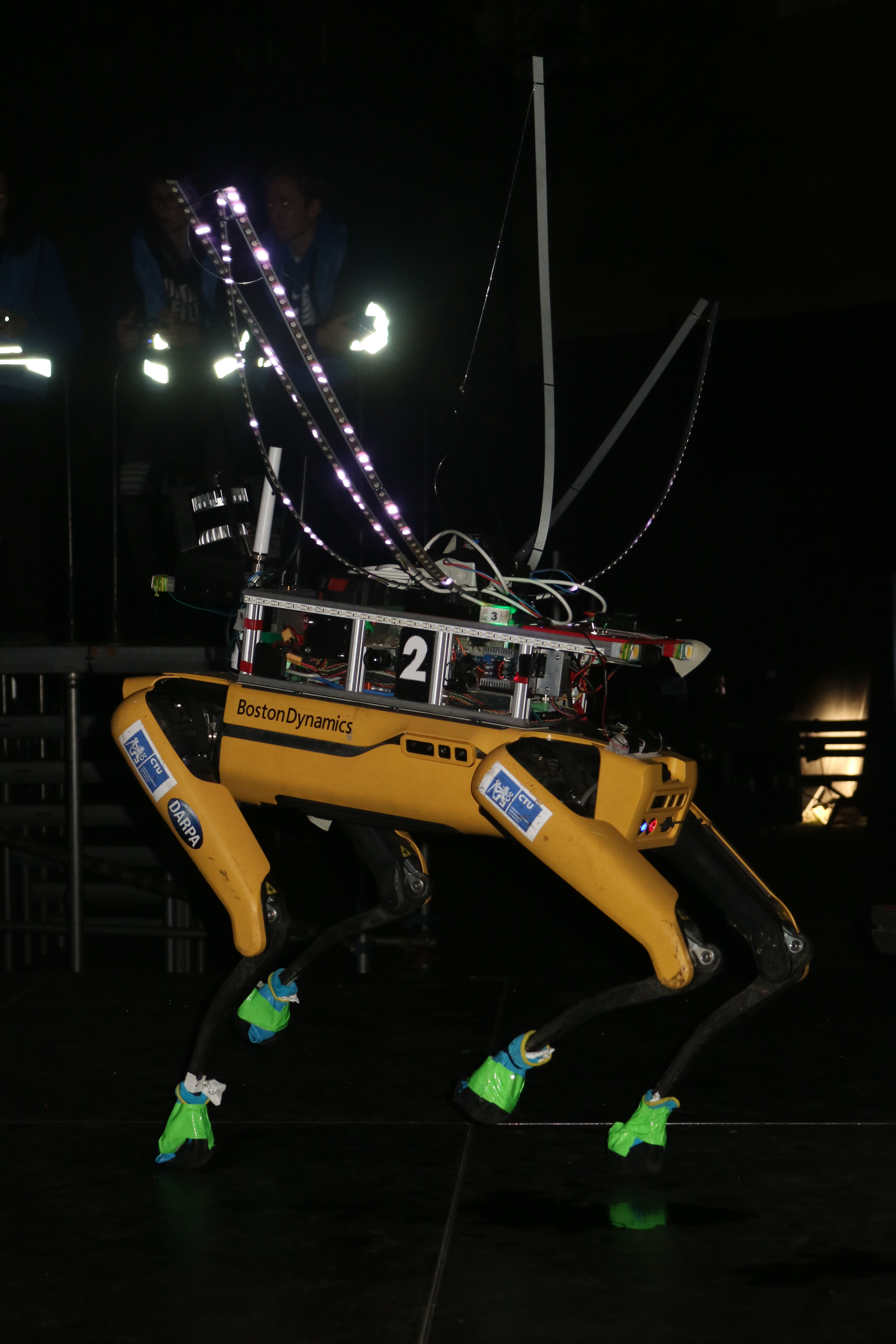
FEL ČVUT: BigDog im Forum Robotum